# Patrick Lefevere
Patrick Lefevere (Moorslede, 6 januari 1955) is een voormalig Belgisch wielrenner, later ploegleider en voormalig manager van wielerploegen zoals Mapei en Soudal Quick-Step.

## Loopbaan

### Beroepsrenner
Lefevere was beroepsrenner van 1976 tot 1979 en reed voor de ploegen Ebo-Cinzia, Ebo-Superia en Marc Zeepcentrale-Superia. Op zijn erelijst staan onder andere de Omloop van De Panne, Gullegem Koerse en Kuurne-Brussel-Kuurne. In 1978 won hij de vierde etappe van de Ronde van Spanje.

### Ploegleider
Na zijn carrière als beroepsrenner werd hij assistent van Walter Godefroot bij de ploegen Capri-Sonne en Lotto. In 1992 werd Lefevere ploegleider bij GB-MG Maglificio waaruit in 1995 de ploeg Mapei-GB zou ontstaan.
Van 1994 tot 2002 was deze ploeg vooral in de klassieke wedstrijden dominant.
Tekenend voor de overmacht van deze ploeg is de ontsnapping van drie ploegmaten Johan Museeuw, Gianluca Bortolami en Andrea Tafi in Parijs-Roubaix van 1996, waarin zij met zijn drieën naar de meet reden en in deze door Lefevere bepaalde volgorde over de streep kwamen.
In 2001 verliet Lefevere Mapei en stapte over naar Domo-Farm Frites, dat maar twee jaar standhield en wat een minder vruchtbare periode in zijn carrière was. In datzelfde jaar werd bij Lefevere een tumor vastgesteld in de pancreas, waarvan hij na een paar maanden weer helemaal herstelde.

### Manager
In 2003 nam Lefevere een groot deel van de Domo-Farm Frites-ploeg over en met een deel van Mapei richtte hij Quick Step-Davitamon op, waar hij meteen algemeen manager werd. Met een aantal toprenners als Paolo Bettini en Tom Boonen behaalde hij tal van successen in de eendagswedstrijden, maar ook in de Tour met Richard Virenque (zeven keer bolletjestrui) en Tom Boonen (groene trui in 2007).
In 2010 werd de Tsjechische zakenman en miljonair Zdeněk Bakala eigenaar van het team. Lefevere bleef CEO. In 2012 kwam een fusie tot stand met Omega Pharma en ging de ploeg succesvol verder onder de naam Omega Pharma-Quick Step.
Lefevere was van oktober 2006 tot december 2007 voorzitter van de AIGCP, de Internationale Vereniging van Profwielerploegen. Hij was daarin pleitbezorger voor strenge anti-dopingmaatregelen.
In januari 2020 werd bekend dat Patrick Lefevere als onafhankelijk bestuurder zal zetelen in de Raad van Bestuur van recordkampioen RSC Anderlecht. In 2023 verscheen een zesdelige documentaire over hem genaamd Patrick Lefevere. Godfather van de koers.
In 2024 besloot Patrick Lefevere te stoppen als CEO van Soudal Quick-Step. Onder zijn hoede won Soudal Quick-Step bijna 1.000 koersen, waaronder 22 monumenten, de Vuelta met Remco Evenepoel, 124 ritzeges in grote rondes, drie olympische gouden medailles, 19 WK titels en 4 Europese titels.

## Dopingbeschuldiging
Patrick Lefevere lag herhaaldelijk onder vuur van dopingbeschuldingen.
In 2006 beweerde de Belgische politicus Jean-Marie Dedecker dat drie toprenners van de ploeg van Lefevere in Italië een dopingkuur hadden ondergaan. Lefevere spande een rechtszaak aan tegen Dedecker, die in het ongelijk werd gesteld omdat hij zijn verdachtmakingen niet hard kon maken.
In 2007 werd Lefevere er in de krant Het Laatste Nieuws van beschuldigd reeds dertig jaar gebruik te maken van doping in zijn ploegen. Deze beschuldiging was gebaseerd op acht getuigen. Ook in deze zaak werd Lefevere door de rechtbank in het gelijk gesteld.

## Belangrijkste overwinningen
1975
- Omloop Het Volk (Beloften)
- 4e etappe Olympia's Tour

1976
- 6e etappe Ronde van Levante

1977
- Gullegem Koerse

1978
- Kuurne-Brussel-Kuurne
- 4e etappe Ronde van Spanje
- GP Raf Jonckheere

## Resultaten in voornaamste wedstrijden
| Jaar | Ronde van Italië | Ronde van Frankrijk | Ronde van Spanje |
| ---- | ---------------- | ------------------- | ---------------- |
| 1976 |                  |                     |                  |
| 1978 |                  |                     | 53e (1)          |
| 1979 |                  |                     |                  |

| Jaar | Milaan-San Remo | Gent-Wevelgem | Kuurne-Brussel-Kuurne |
| ---- | --------------- | ------------- | --------------------- |
| 1976 |                 | 36e           |                       |
| 1978 | 26e             |               | Goud                  |
| 1979 | 95e             |               |                       |

1992 Sabine Appelmans · 1993 Gella Vandecaveye · 1994 Frédérik Deburghgraeve · 1995 Johan Museeuw · 1996 Luc Van Lierde · 1997 Luc Van Lierde · 1998 Frédérik Deburghgraeve · 1999 Luc Van Lierde · 2000 Kim Clijsters · 2001 Kim Clijsters · 2002 Kim Gevaert · 2003 Marc Herremans · 2004 Kim Gevaert · 2005 Tom Boonen · 2006 Tia Hellebaut · 2007 Kim Gevaert · 2008 Tia Hellebaut · 2009 Niels Albert · 2010 Kim Clijsters · 2011 Thomas Van Der Plaetsen · 2012 Evi Van Acker · 2013 Frederik Van Lierde · 2014 Delfine Persoon · 2015 Marieke Vervoort · 2016 Greg Van Avermaet · 2017 Nina Derwael · 2018 Nina Derwael · 2019 Emma Meesseman · 2020 Wout van Aert · 2021 Bashir Abdi en Peter Genyn · 2022 Remco Evenepoel · 2023 Patrick Lefevere · 2024 Jan Vertonghen